# 응우옌푹미엔바오
응우옌푹미엔바오(베트남어: Nguyễn Phúc Miên Bảo / 阮福綿𡧖 완복면보, 1835년 4월 26일 ~ 1854년 7월 13일)는 응우옌 왕조의 황족이다. 민망 황제의 68번째 아들로, 생모는 화빈(和嬪) 응우옌티쿠에(阮氏奎)이다.

## 생애
민망 16년 음력 3월 29일(1835년 4월 26일), 후에 황성에서 태어났다. 어릴 적에 총명하였고, 천성이 순량하여 민망의 사랑을 받았다. 티에우찌 황제가 즉위한 뒤에도 그에 대한 관심과 사랑이 더해졌다.
티에우찌 3년(1843년) 음력 1월, 신안군공(베트남어: Quảng Biên Quận Công / 新安郡公)으로 봉해졌다.
뜨득 7년 음력 6월 19일(1854년 7월 13일), 사망하니 향년 20세였다. 시호를 혜목(慧穆)이라 하였고, 트어티엔부 흐엉투이현 끄찐총(居正總) 즈엉쑤언하사(楊春下社)에 장사지냈다.
뜨득 20년(1867년), 전친사(展親祠)에 열사(列祀)되었다.
함응이 원년(1885년) 가을, 친훈사(親勳祠)로 개사(改祀)되었다.

## 자녀
티에우찌 5년(1845년) 음력 7월, 구(囗) 자부(字部)를 하사받아 후예들의 이름을 짓게 하였으나, 자식이 없었다.
타인타이 연간(1889년 ~ 1907년)에 조카가 양자로 입양되어 이름을 응우옌푹홍포(阮福洪圃)로 고쳤고, 기외후(畿外侯)를 습봉하였다.

## 참고 문헌
- 《완복족세보(阮福族世譜)》
- 《대남식록》정편(正編) 열전(列傳) 2집(二集) 권7(卷七)